# Spondyloepifysaire dysplasie congenita

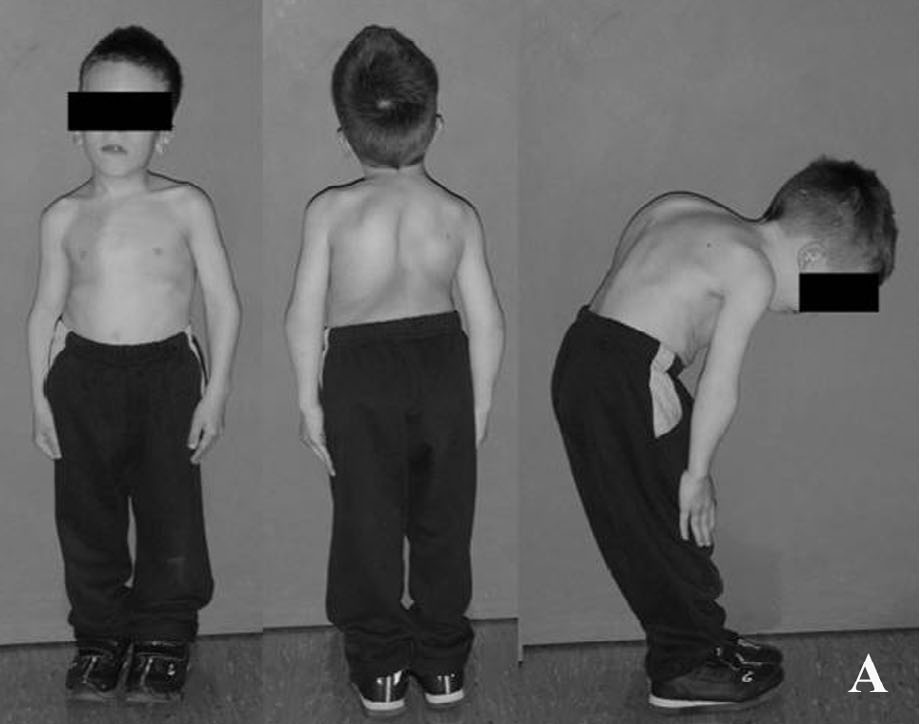
Patiënt met SEDc

Spondyloepifysaire dysplasie congenita (SEDc) is een zeldzame erfelijke aandoening van de botgroei. De naam van de aandoening geeft aan dat er afwijkingen (dysplasie) zijn zowel aan de wervelkolom (spondylo-) als de uiteinden van de lange botten (epifyse) zijn aangedaan, en dat de afwijkingen al vanaf de geboorte aanwezig zijn (congenita). Er treden afwijkingen op aan het skelet (skeletdysplasie), dwerggroei, afwijkingen aan de gewrichten van de armen en benen en vaak ook slechtziendheid en slechthorendheid. Mensen met SEDc hebben een normale intelligentie.
Volwassenen met SEDc zijn kort, met een gemiddelde lengte van 0,87 tot 1,45 meter. Ze hebben normale handen, voeten en hoofd, maar verkorte benen, armen en wervelkolom. Door de SEDc kan leiden tot diverse spier- en skeletproblemen, waaronder instabiliteit in de nek, losse ligamenten, zwakke spiertonus, rug- en wervelkolomproblemen, heupmisvormingen, voetproblemen en degeneratieve gewrichtsziekte.

## Beschrijving
De symptomen van spondylo-epifysaire dysplasie congenita vertonen overeenkomsten met die van verwante skeletaandoeningen zoals achondrogenese type 2 en hypochondrogenese, maar zijn doorgaans milder. De aandoening valt onder de groep van collageen-gerelateerde aandoeningen, specifiek type II en XI collageenpathieën.
Craniofaciale misvormingen, zoals een gespleten gehemelte, een plat gezicht en hypertelorisme, kunnen ook voorkomen. SEDc is zeldzaam, met minder dan 1 op de 100.000 geboorten, en komt even vaak voor bij mannen als bij vrouwen.

## Oorzaak
SEDc wordt veroorzaakt door een mutatie in het gen COL2A1 op chromosoom 12. Dat gen codeert voor type II collageen (alfa 1 keten), een essentieel eiwit voor de ontwikkeling van botten en kraakbeen. Deze mutatie beïnvloedt het collageen en bindweefsel in botten, ogen en andere delen van het lichaam.
Meestal ontstaan nieuwe mutaties van dit gen, resulterend in SEDc, zonder dat er een voorgeschiedenis van de aandoening in de familie is. Desondanks kan SEDc erfelijk zijn. De aandoening volgt over het algemeen een autosomaal dominant patroon, wat betekent dat als één ouder de aandoening heeft, elk van hun kinderen een 50 procent kans heeft om het te erven. Er zijn ook meldingen van autosomaal recessieve overerving bij kinderen met SEDc.

## Tekenen en symptomen

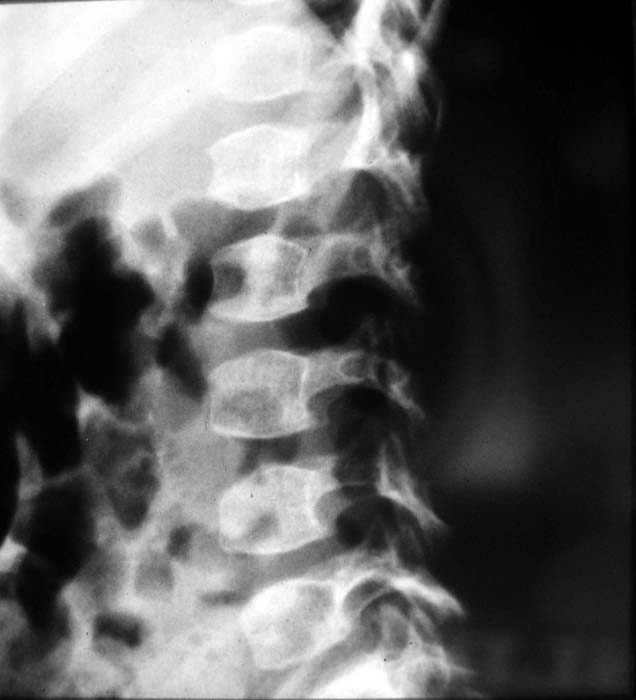
Röntgenfoto van de wervelkolom bij een patiënt met spondylo-epimetaphysaire dysplasie.

De tekenen van SEDc kunnen variëren van patiënt tot patiënt, maar kunnen het volgende omvatten:
- Botmisvormingen, waaronder kleine gestalte, korte romp, lange ledematen in verhouding tot hun lichaam, heupmisvormingen zoals coxa vara en een instabiele nek
- Rug- en wervelkolomproblemen, zoals scoliose, lordose, kyfose
- Spier- en gewrichtsproblemen, zoals pijn, zwakke spiertonus en artrose
- Afbraak van kraakbeen, zoals botontkalking en ernstige slijtage (o.a. osteoporose)
- Voetmisvormingen, waaronder klompvoeten, platvoeten en voeten die naar binnen gedraaid staan
- Mobiliteitsproblemen, zoals een waggelende gang, stijve gewrichten, losse ligamenten en verminderd vermogen om te lopen
- Misvormingen in het gelaat, zoals een gespleten gehemelte, een plat gezicht en wijd uit elkaar staande ogen
- Gehoor- en gezichtsproblemen, waaronder verminderd zicht, gehoorstoornissen en doofheid
- Spijsverterings- en maagproblemen, zoals liesbreuk en een uitstekende buik
- Ademhalingsproblemen gerelateerd aan abnormale borstontwikkeling, zoals slaapapneu.

## Diagnose
Diagnostische evaluatie voor SEDc omvat meestal een medische voorgeschiedenis en lichamelijk onderzoek. In verschillende expertisecentra worden verschillende tests gebruikt, zoals röntgenfoto's, MRI-scans, genetische tests, heuparthrografie, EOS-beeldvorming, visus- en gehoortests, en longfunctietests. Deze tests bieden een volledig beeld van de medische gezondheid van de patiënt en helpen bij het opstellen van een individueel zorgplan.

## Behandeling
Behandeling van SEDc varieert afhankelijk van de specifieke symptomen. Sommige kinderen vereisen alleen monitoring, terwijl anderen niet-chirurgische of chirurgische behandelingen nodig hebben. In verschillende medische centra wordt bij behandeling samengewerkt door een team van experts, waaronder orthopedisch chirurgen, verpleegkundigen en andere specialisten.
Behandelingen kunnen omvatten:
- Beugels of chirurgie voor rug-, heup-, nek-, knie- en voetproblemen
- Gefaseerde reconstructieve chirurgie voor craniofaciale aandoeningen
- Bril en gehoorapparaten voor visuele en auditieve problemen
- Medicatie voor gewrichtspijn
- Fysiotherapie om flexibiliteit te behouden.

## Prognose
Mensen met SEDc hebben een normale levensverwachting.
Vanwege de nekinstabiliteit bij kinderen met deze aandoening worden veel activiteiten niet aanbevolen.